# Saison 2025-2026 du Stade brestois 29
Maillots
Chronologie
Saison précédente Saison suivante
La saison 2025-2026 du Stade brestois 29, club de football français, voit l'équipe évoluer en Ligue 1 pour la 20e fois de son histoire.
Lors de l'exercice précédent, saison historique pour le club, Brest a terminé 9e de Ligue 1, atteignant les barrages de la Ligue des champions grâce à un remarquable parcours ainsi que les quarts de finale de la Coupe de France.
Le club dispute sa 8e saison consécutive en Ligue 1 depuis sa dernière montée à l'issue de la saison 2018-2019, ce qui constitue un record pour le club finistérien. Le précédent record étant de 7 à l'époque du Brest Armorique (1981-1982 et 1987-1988).

## Transferts

### Été 2025
Prolongations :
| Joueurs    | Nationalité   | Poste     | Club              | Pays   | Division | Durée |
| ---------- | ------------- | --------- | ----------------- | ------ | -------- | ----- |
| Luck Zogbé | Côte d'Ivoire | Défenseur | Stade brestois 29 | France | Ligue 1  | 2 ans |

Détails des transferts de la période estivale - Départs :
| Joueurs              | Nationalité | Poste     | Club                   | Pays       | Division       | Durée                           |
| -------------------- | ----------- | --------- | ---------------------- | ---------- | -------------- | ------------------------------- |
| Jordan Amavi         | France      | Défenseur |                        |            |                | Libre                           |
| Massadio Haïdara     | Mali        | Défenseur | Kocaelispor            | Turquie    | SüperLig       | Libre - contrat de 2 ans        |
| Jonas Martin         | France      | Milieu    |                        |            |                | Libre                           |
| Mathias Pereira Lage | Portugal    | Milieu    | FC St. Pauli           | Allemagne  | Bundesliga     | Libre - contrat de 3 ans        |
| Soumaïla Coulibaly   | France      | Défenseur | Borussia Dortmund      | Allemagne  | Bundesliga     | Retour de prêt                  |
| Abdoulaye Ndiaye     | Sénégal     | Défenseur | ESTAC Troyes           | France     | Ligue 2        | Retour de prêt                  |
| Edimilson Fernandes  | Suisse      | Milieu    | FSV Mayence            | Allemagne  | Bundesliga     | Retour de prêt                  |
| Romain Faivre        | France      | Milieu    | AFC Bournemouth        | Angleterre | Premier League | Retour de prêt                  |
| Abdallah Sima        | Sénégal     | Attaquant | Brighton & Hove Albion | Angleterre | Premier League | Retour de prêt                  |
| Ibrahim Salah        | Maroc       | Attaquant | Stade rennais FC       | France     | Ligue 1        | Retour de prêt                  |
| Karamoko Dembélé     | Angleterre  | Attaquant | Queens Park Rangers    | Angleterre | Championship   | Transfert définitif (2M)        |
| Marco Bizot          | Pays-Bas    | Gardien   | Aston Villa            | Angleterre | Premier League | Transfert - contrat 2 ans       |
| Mahdi Camara         | France      | Milieu    | Rennes FC              | France     | Ligue 1        | Transfert - contrat 4 ans (10M) |

Détails des transferts de la période estivale - Arrivées :
| Joueurs             | Nationalité   | Poste     | Club             | Pays      | Division   | Durée                                            |
| ------------------- | ------------- | --------- | ---------------- | --------- | ---------- | ------------------------------------------------ |
| Hianga'a Mbock      | France        | Milieu    | Red Star         | France    | Ligue 2    | Retour de prêt                                   |
| Axel Camblan        | France        | Attaquant | Valenciennes FC  | France    | National   | Retour de prêt                                   |
| Serigne Saliou Diop | Sénégal       | Attaquant | Stade brestois B | France    | Régional 1 | 1er contrat professionnel - 1 an (+option 2 ans) |
| Ibrahim Kanté       | France        | Attaquant | Stade brestois B | France    | Régional 1 | 1er contrat professionnel - 3 ans                |
| Ludovic Ajorque     | France        | Attaquant | FSV Mayence      | Allemagne | Bundesliga | Transfert définitif - 2 ans (3M)                 |
| Junior Diaz         | Côte d'Ivoire | Défenseur | ESTAC Troyes     | France    | Ligue 2    | prêt                                             |
| Radosław Majecki    | Pologne       | Gardien   | AS Monaco        | France    | Ligue 1    | prêt                                             |

## Préparation d'avant-saison
Les Brestois reprennent le chemin de l'entraînement le mardi 1er juillet et auront au programme comme chaque années un stage qui aura lieu du lundi 14 au dimanche 20 juillet à Dinard qu'il avait déjà cotoyé lors de la préparation de la saison 2022 et 2023. Ils effectueront plusieurs matchs amicaux avant la première journée du championnat programmée le week-end du 15 au 17 août.
5 matchs amicaux sont programmé : 
- Le Vendredi 11 juillet,  ils ont affrontés l'US Concarneau à 18 h, au Stade Guy-Piriou à Concarneau
- Le samedi 19 juillet, ils ont affrontés le stade rennais à 17h30 à Dinan
- Le Mercredi 30 juillet, il ont affronté  le Havre AC à 18h00 à Dinan
- Le dimanche 3 aout, ils ont affronté  Naples au Stade Teofilo Patini à Castel di Sangro en Italie à 19h
- Le Samedi 9 août, ils ont affronté  Sassuolo  au Stade Francis-Le Blé à Brest à 18h
| 1er match amicale              | US Concarneau | 1 - 2   | Stade Brestois 29              | Stade Guy-Piriou, Concarneau |  |
| Vendredi 11 juillet 2025 18:00 | Kielt 45+2e   | (1 - 0) | 60e Makalou · 88e Del Castillo |                              |  |
| Vendredi 11 juillet 2025 18:00 | Samoura 39e   |         |                                |                              |  |

| 2e match amical — match disputé en 4 x 30 | Stade Brestois 29                    | 3 - 2 | Rennes FC              | stade du Clos Gastel, Dinan |  |
| Samedi 19 juillet 2025 17:30              | Ajorque 51e · Baldé 60e · Kanté 116e |       | 99e Yildirim 106e Faye |                             |  |
| Samedi 19 juillet 2025 17:30              | Mbock 86e · Guindo 90e               |       |                        |                             |  |

| 3e match amicale               | Stade Brestois 29 | 1 - 0   | le Havre AC  | stade du Clos Gastel, Dinan |  |
| mercredi 30 juillet 2025 18:00 | Doumbia 80e       | (0 - 0) |              |                             |  |
| mercredi 30 juillet 2025 18:00 | Locko 44e         |         | Mambimbi 40e |                             |  |

| 4e match amicale           | Naples    | 1 - 2    | Stade Brestois 29       | Stade Teofilo Patini, Castel di Sangro, Italie |  |
| dimanche 3 août 2025 18:00 | Lucca 63e | (0 - 2)  | 30e Ajorque 33e Ajorque |                                                |  |
| dimanche 3 août 2025 18:00 |           | 52e Diaz |                         |                                                |  |

| 5e match amicale         | Stade Brestois 29             | 1-1   | Sassuolo    | Stade Francis-Le Blé, Brest |  |
| Samedi 9 août 2025 18:00 | Lees-Melou 18e                | (1-1) | 45e Volpato |                             |  |
| Samedi 9 août 2025 18:00 | Lees-Melou 25e · Ajorque 57 e |       |             |                             |  |

## Compétitions

### Liste des matchs officiels
|    | Jour     | Date              | Heure | Compétition | Journée | Adversaire             | Lieu | Score | Place | Affluence |
| -- | -------- | ----------------- | ----- | ----------- | ------- | ---------------------- | ---- | ----- | ----- | --------- |
| 1  | dimanche | 17 août 2025      | 15:00 | ligue 1     | 1       | LOSC Lille             | D    | 3-3   | 10e   | 14 840    |
| 2  | dimanche | 24 août 2025      | 17:15 | ligue 1     | 2       | Toulouse FC            | E    |       |       |           |
| 3  | Vendredi | 29 août 2025      | 20:45 | ligue 1     | 3       | RC Lens                | E    |       |       |           |
| 4  | dimanche | 14 septembre 2025 | 17:15 | ligue 1     | 4       | Paris FC               | D    |       |       |           |
| 5  | dimanche | 21 septembre 2025 | 15:00 | ligue 1     | 5       | OGC Nice               | D    |       |       |           |
| 6  | dimanche | 28 septembre 2025 | 15:00 | ligue 1     | 6       | Angers SCO             | E    |       |       |           |
| 7  | dimanche | 5 octobre 2025    | 15:00 | ligue 1     | 7       | FC Nantes              | D    |       |       |           |
| 8  | dimanche | 19 octobre 2025   | 15:00 | ligue 1     | 8       | FC Lorient             | E    |       |       |           |
| 9  | dimanche | 26 octobre 2025   | 15:00 | ligue 1     | 9       | Paris SG               | D    |       |       |           |
| 10 | mercredi | 29 octobre 2025   | 15:00 | ligue 1     | 10      | Havre AC               | E    |       |       |           |
| 11 | dimanche | 2 novembre 2025   | 15:00 | ligue 1     | 11      | Olympique Lyonnais     | D    |       |       |           |
| 12 | dimanche | 9 novembre 2025   | 15:00 | ligue 1     | 12      | Olympique de Marseille | E    |       |       |           |
| 13 | dimanche | 23 novembre 2025  | 15:00 | ligue 1     | 13      | FC Metz                | D    |       |       |           |
| 14 | dimanche | 30 novembre 2025  | 15:00 | ligue 1     | 14      | RC Strasbourg          | E    |       |       |           |
| 15 | dimanche | 7 décembre 2025   | 15:00 | ligue 1     | 15      | AS Monaco              | D    |       |       |           |
| 16 | dimanche | 14 décembre 2025  | 15:00 | ligue 1     | 16      | Stade Rennais FC       | E    |       |       |           |
| 17 | dimanche | 4 janvier 2026    | 15:00 | ligue 1     | 17      | AJ Auxerre             | D    |       |       |           |
| 18 | dimanche | 18 janvier 2026   | 15:00 | ligue 1     | 18      | Olympique Lyonnais     | E    |       |       |           |
| 19 | dimanche | 25 janvier 2026   | 15:00 | ligue 1     | 19      | Toulouse FC            | D    |       |       |           |
| 20 | dimanche | 1er février 2026  | 15:00 | ligue 1     | 20      | OGC Nice               | E    |       |       |           |
| 21 | dimanche | 8 février 2026    | 15:00 | ligue 1     | 21      | FC Lorient             | D    |       |       |           |
| 22 | dimanche | 15 février 2026   | 15:00 | ligue 1     | 22      | LOSC Lille             | E    |       |       |           |
| 23 | dimanche | 22 février 2026   | 15:00 | ligue 1     | 23      | Olympique de Marseille | D    |       |       |           |
| 24 | dimanche | 1er mars 2026     | 15:00 | ligue 1     | 24      | FC Metz                | E    |       |       |           |
| 25 | dimanche | 8 mars 2026       | 15:00 | ligue 1     | 25      | Havre AC               | D    |       |       |           |
| 26 | dimanche | 15 mars 2026      | 15:00 | ligue 1     | 26      | AS Monaco              | E    |       |       |           |
| 27 | dimanche | 22 mars 2026      | 15:00 | ligue 1     | 27      | AJ Auxerre             | E    |       |       |           |
| 28 | dimanche | 5 avril 2026      | 15:00 | ligue 1     | 28      | Stade Rennais FC       | D    |       |       |           |
| 29 | dimanche | 12 avril 2026     | 15:00 | ligue 1     | 29      | RC Strasbourg          | D    |       |       |           |
| 30 | dimanche | 19 avril 2026     | 15:00 | ligue 1     | 30      | FC Nantes              | E    |       |       |           |
| 31 | dimanche | 26 avril 2026     | 15:00 | ligue 1     | 31      | RC Lens                | D    |       |       |           |
| 32 | dimanche | 3 mai 2026        | 15:00 | ligue 1     | 32      | Paris FC               | E    |       |       |           |
| 33 | samedi   | 9 mai 2026        | 15:00 | ligue 1     | 33      | Paris SG               | E    |       |       |           |
| 34 | samedi   | 16 mai 2026       | 15:00 | ligue 1     | 34      | Angers SCO             | D    |       |       |           |

### Ligue 1 McDonald's

#### Phase aller
| 1re journée                 | Stade Brestois 29                                                | 3-3     | LOSC Lille                                                     | Stade Francis-Le Blé, Brest                                          |                                                                      |
| Dimanche 17 août 2025 15:00 | Doumbia 34e · Doumbia 51e · (Baldé ) · Le Cardinal 75e · (Lala ) | (1-2)   | 11e Giroud · (Correia ) · 3e Haraldsson · 66e Mukau · (Ngoy) · | Spectateurs : 14 840 Diffuseur : Ligue 1+ Arbitrage : Clément Turpin | Spectateurs : 14 840 Diffuseur : Ligue 1+ Arbitrage : Clément Turpin |
| Dimanche 17 août 2025 15:00 | Doumbia 18e · Chardonnet 35e ·                                   | rapport | 35e Ngoy                                                       | Spectateurs : 14 840 Diffuseur : Ligue 1+ Arbitrage : Clément Turpin | Spectateurs : 14 840 Diffuseur : Ligue 1+ Arbitrage : Clément Turpin |

| 2e journée                  | Toulouse FC | - | Stade Brestois 29 | Stadium, Toulouse    |                      |
| Dimanche 24 août 2025 17:15 |             |   |                   | Diffuseur : Ligue 1+ | Diffuseur : Ligue 1+ |
| Dimanche 24 août 2025 17:15 | rapport     |   |                   | Diffuseur : Ligue 1+ | Diffuseur : Ligue 1+ |

| 3e journée                  | RC Lens | - | Stade Brestois 29 | Stade Bollaert-Delelis, Lens |                      |
| Vendredi 29 août 2025 20:45 |         |   |                   | Diffuseur : Ligue 1+         | Diffuseur : Ligue 1+ |
| Vendredi 29 août 2025 20:45 | rapport |   |                   | Diffuseur : Ligue 1+         | Diffuseur : Ligue 1+ |

| 4e journée                       | stade Brestois 29 | - | Paris FC | Stade Francis-Le Blé, Brest |                      |
| Dimanche 14 septembre 2025 17h15 |                   |   |          | Diffuseur : Ligue 1+        | Diffuseur : Ligue 1+ |
| Dimanche 14 septembre 2025 17h15 | rapport           |   |          | Diffuseur : Ligue 1+        | Diffuseur : Ligue 1+ |

| 5e journée                 | Stade Brestois 29 | - | OGC Nice | Stade Francis-Le Blé, Brest |                      |
| Dimanche 21 septembre 2025 |                   |   |          | Diffuseur : Ligue 1+        | Diffuseur : Ligue 1+ |
| Dimanche 21 septembre 2025 | rapport           |   |          | Diffuseur : Ligue 1+        | Diffuseur : Ligue 1+ |

| 6e journée                 | Angers SCO | - | Stade Brestois 29 | Stade Raymond-Kopa, Angers |                      |
| Dimanche 28 septembre 2025 |            |   |                   | Diffuseur : Ligue 1+       | Diffuseur : Ligue 1+ |
| Dimanche 28 septembre 2025 | rapport    |   |                   | Diffuseur : Ligue 1+       | Diffuseur : Ligue 1+ |

| 7e journée              | Stade Brestois 29 | - | FC Nantes | Stade Francis-Le Blé, Brest |                      |
| Dimanche 5 octobre 2025 |                   |   |           | Diffuseur : Ligue 1+        | Diffuseur : Ligue 1+ |
| Dimanche 5 octobre 2025 | rapport           |   |           | Diffuseur : Ligue 1+        | Diffuseur : Ligue 1+ |

| 8e journée               | FC Lorient | - | Stade Brestois 29 | Stade du Moustoir, Lorient |                      |
| Dimanche 19 octobre 2025 |            |   |                   | Diffuseur : Ligue 1+       | Diffuseur : Ligue 1+ |
| Dimanche 19 octobre 2025 | rapport    |   |                   | Diffuseur : Ligue 1+       | Diffuseur : Ligue 1+ |

| 9e journée               | Stade Brestois 29 | - | Paris Saint-Germain | Stade Francis-Le Blé, Brest |                      |
| Dimanche 26 octobre 2025 |                   |   |                     | Diffuseur : Ligue 1+        | Diffuseur : Ligue 1+ |
| Dimanche 26 octobre 2025 | rapport           |   |                     | Diffuseur : Ligue 1+        | Diffuseur : Ligue 1+ |

| 10e journée                    | Le Havre AC | - | Stade Brestois 29 | Stade Océane, Le Havre |                      |
| Mercredi 29 octobre 2025 20:45 |             |   |                   | Diffuseur : Ligue 1+   | Diffuseur : Ligue 1+ |
| Mercredi 29 octobre 2025 20:45 | rapport     |   |                   | Diffuseur : Ligue 1+   | Diffuseur : Ligue 1+ |

| 11e journée              | Stade Brestois 29 | - | Olympique Lyonnais | Stade Francis-Le Blé, Brest |                      |
| Dimanche 2 novembre 2025 |                   |   |                    | Diffuseur : Ligue 1+        | Diffuseur : Ligue 1+ |
| Dimanche 2 novembre 2025 | rapport           |   |                    | Diffuseur : Ligue 1+        | Diffuseur : Ligue 1+ |

| 12e journée              | Olympique de Marseille | - | Stade Brestois 29 | Stade Vélodrome, Marseille |                      |
| Dimanche 9 novembre 2025 |                        |   |                   | Diffuseur : Ligue 1+       | Diffuseur : Ligue 1+ |
| Dimanche 9 novembre 2025 | rapport                |   |                   | Diffuseur : Ligue 1+       | Diffuseur : Ligue 1+ |

| 13e journée               | Stade Brestois 29 | - | FC Metz | Stade Francis-Le Blé, Brest |                      |
| Dimanche 23 novembre 2025 |                   |   |         | Diffuseur : Ligue 1+        | Diffuseur : Ligue 1+ |
| Dimanche 23 novembre 2025 | rapport           |   |         | Diffuseur : Ligue 1+        | Diffuseur : Ligue 1+ |

| 14e journée               | RC Strasbourg | - | Stade Brestois 29 | Stade de la Meinau, Strasbourg |                      |
| Dimanche 30 novembre 2025 |               |   |                   | Diffuseur : Ligue 1+           | Diffuseur : Ligue 1+ |
| Dimanche 30 novembre 2025 | rapport       |   |                   | Diffuseur : Ligue 1+           | Diffuseur : Ligue 1+ |

| 15e journée              | Stade Brestois 29 | - | AS Monaco | Stade Francis-Le Blé, Brest |                      |
| Dimanche 7 décembre 2025 |                   |   |           | Diffuseur : Ligue 1+        | Diffuseur : Ligue 1+ |
| Dimanche 7 décembre 2025 | rapport           |   |           | Diffuseur : Ligue 1+        | Diffuseur : Ligue 1+ |

| 16e journée               | Stade Rennais FC | - | Stade Brestois 29 | Roazhon Park, Rennes |                      |
| Dimanche 14 décembre 2025 |                  |   |                   | Diffuseur : Ligue 1+ | Diffuseur : Ligue 1+ |
| Dimanche 14 décembre 2025 | rapport          |   |                   | Diffuseur : Ligue 1+ | Diffuseur : Ligue 1+ |

| 17e journée             | Stade Brestois 29 | - | AJ Auxerre | Stade Francis-Le Blé, Brest |                      |
| Dimanche 4 janvier 2026 |                   |   |            | Diffuseur : Ligue 1+        | Diffuseur : Ligue 1+ |
| Dimanche 4 janvier 2026 | rapport           |   |            | Diffuseur : Ligue 1+        | Diffuseur : Ligue 1+ |

#### Phase retour
| 18e journée              | Olympique Lyonnais | - | Stade Brestois 29 | Groupama Stadium, Décines-Charpieu |                      |
| Dimanche 18 janvier 2026 |                    |   |                   | Diffuseur : Ligue 1+               | Diffuseur : Ligue 1+ |
| Dimanche 18 janvier 2026 | rapport            |   |                   | Diffuseur : Ligue 1+               | Diffuseur : Ligue 1+ |

| 19e journée              | Stade Brestois 29 | - | Toulouse FC | Stade Francis-Le Blé, Brest |                      |
| Dimanche 25 janvier 2026 |                   |   |             | Diffuseur : Ligue 1+        | Diffuseur : Ligue 1+ |
| Dimanche 25 janvier 2026 | rapport           |   |             | Diffuseur : Ligue 1+        | Diffuseur : Ligue 1+ |

| 20e journée               | OGC Nice | - | Stade Brestois 29 | Allianz Riviera, Nice |                      |
| Dimanche 1er février 2026 |          |   |                   | Diffuseur : Ligue 1+  | Diffuseur : Ligue 1+ |
| Dimanche 1er février 2026 | rapport  |   |                   | Diffuseur : Ligue 1+  | Diffuseur : Ligue 1+ |

| 21e journée             | Stade Brestois 29 | - | FC Lorient | Stade Francis-Le Blé, Brest |                      |
| Dimanche 8 février 2026 |                   |   |            | Diffuseur : Ligue 1+        | Diffuseur : Ligue 1+ |
| Dimanche 8 février 2026 | rapport           |   |            | Diffuseur : Ligue 1+        | Diffuseur : Ligue 1+ |

| 22e journée              | LOSC Lille | - | Stade Brestois 29 | Décathlon Arena - Stade Pierre-Mauroy, Villeneuve-d'Ascq |                      |
| Dimanche 15 février 2026 |            |   |                   | Diffuseur : Ligue 1+                                     | Diffuseur : Ligue 1+ |
| Dimanche 15 février 2026 | rapport    |   |                   | Diffuseur : Ligue 1+                                     | Diffuseur : Ligue 1+ |

| 23e journée              | Stade Brestois 29 | - | Olympique de Marseille | Stade Francis-Le Blé, Brest |                      |
| Dimanche 22 février 2026 |                   |   |                        | Diffuseur : Ligue 1+        | Diffuseur : Ligue 1+ |
| Dimanche 22 février 2026 | rapport           |   |                        | Diffuseur : Ligue 1+        | Diffuseur : Ligue 1+ |

| 24e journée            | FC Metz | - | Stade Brestois 29 | Stade Saint-Symphorien, Longeville-lès-Metz |                      |
| Dimanche 1er mars 2026 |         |   |                   | Diffuseur : Ligue 1+                        | Diffuseur : Ligue 1+ |
| Dimanche 1er mars 2026 | rapport |   |                   | Diffuseur : Ligue 1+                        | Diffuseur : Ligue 1+ |

| 25e journée          | Stade Brestois 29 | - | Le Havre AC | Stade Francis-Le Blé, Brest |                      |
| Dimanche 8 mars 2026 |                   |   |             | Diffuseur : Ligue 1+        | Diffuseur : Ligue 1+ |
| Dimanche 8 mars 2026 | rapport           |   |             | Diffuseur : Ligue 1+        | Diffuseur : Ligue 1+ |

| 26e journée           | AS Monaco | - | Stade Brestois 29 | Stade Louis-II, Monaco |                      |
| Dimanche 15 mars 2026 |           |   |                   | Diffuseur : Ligue 1+   | Diffuseur : Ligue 1+ |
| Dimanche 15 mars 2026 | rapport   |   |                   | Diffuseur : Ligue 1+   | Diffuseur : Ligue 1+ |

| 27e journée           | AJ Auxerre | - | Stade Brestois 29 | Stade de l'Abbé-Deschamps, Auxerre           |                                              |
| Dimanche 22 mars 2026 |            |   |                   | Spectateurs : Ligue 1 + Diffuseur : Ligue 1+ | Spectateurs : Ligue 1 + Diffuseur : Ligue 1+ |
| Dimanche 22 mars 2026 | rapport    |   |                   | Spectateurs : Ligue 1 + Diffuseur : Ligue 1+ | Spectateurs : Ligue 1 + Diffuseur : Ligue 1+ |

| 28e journée           | Stade Brestois 29 | - | Stade Rennais FC | Stade Francis-Le Blé, Brest |                      |
| Dimanche 5 avril 2026 |                   |   |                  | Diffuseur : Ligue 1+        | Diffuseur : Ligue 1+ |
| Dimanche 5 avril 2026 | rapport           |   |                  | Diffuseur : Ligue 1+        | Diffuseur : Ligue 1+ |

| 29e journée            | Stade Brestois 29 | - | RC Strasbourg | Stade Francis-Le Blé, Brest |                      |
| Dimanche 12 avril 2026 |                   |   |               | Diffuseur : Ligue 1+        | Diffuseur : Ligue 1+ |
| Dimanche 12 avril 2026 | rapport           |   |               | Diffuseur : Ligue 1+        | Diffuseur : Ligue 1+ |

| 30e journée            | FC Nantes | - | Stade Brestois 29 | Stade de la Beaujoire, Nantes |                      |
| Dimanche 19 avril 2026 |           |   |                   | Diffuseur : Ligue 1+          | Diffuseur : Ligue 1+ |
| Dimanche 19 avril 2026 | rapport   |   |                   | Diffuseur : Ligue 1+          | Diffuseur : Ligue 1+ |

| 31e journée            | Stade Brestois 29 | - | RC Lens | Stade Francis-Le Blé, Brest |                      |
| Dimanche 26 avril 2026 |                   |   |         | Diffuseur : Ligue 1+        | Diffuseur : Ligue 1+ |
| Dimanche 26 avril 2026 | rapport           |   |         | Diffuseur : Ligue 1+        | Diffuseur : Ligue 1+ |

| 32e journée         | Paris FC | - | stade Brestois 29 | Stade Jean-Bouin, Paris |                      |
| Dimanche 3 mai 2026 |          |   |                   | Diffuseur : Ligue 1+    | Diffuseur : Ligue 1+ |
| Dimanche 3 mai 2026 | rapport  |   |                   | Diffuseur : Ligue 1+    | Diffuseur : Ligue 1+ |

| 33e journée       | Paris Saint-Germain | - | Stade Brestois 29 | Parc des Princes, Paris |                      |
| samedi 9 mai 2026 |                     |   |                   | Diffuseur : Ligue 1+    | Diffuseur : Ligue 1+ |
| samedi 9 mai 2026 | rapport             |   |                   | Diffuseur : Ligue 1+    | Diffuseur : Ligue 1+ |

| 34e journée        | Stade Brestois 29 | - | Angers SCO | Stade Francis-Le Blé, Brest |                      |
| samedi 16 mai 2026 |                   |   |            | Diffuseur : Ligue 1+        | Diffuseur : Ligue 1+ |
| samedi 16 mai 2026 | rapport           |   |            | Diffuseur : Ligue 1+        | Diffuseur : Ligue 1+ |

## Statistiques

### Statistiques collectives
| Compétition     | Débute au tour | Termine | Matches joués | Gagnés | Nuls | Perdus | Buts pour | Buts contre | Différence | Cartons jaunes | Cartons rouges |
| --------------- | -------------- | ------- | ------------- | ------ | ---- | ------ | --------- | ----------- | ---------- | -------------- | -------------- |
| Ligue 1         | -              | -       | 1             | 0      | 1    | 0      | 3         | 3           | 0          | 2              | 0              |
| Coupe de France | -              | -       | 0             | 0      | 0    | 0      | 0         | 0           | 0          | 0              | 0              |
| Total           | -              | -       | 1             | 0      | 1    | 0      | 3         | 3           | 0          | 2              | 0              |

### Statistiques individuelles
| no | Nat. | Nom                 | Ligue 1 | Ligue 1 | Ligue 1 | Ligue 1 | Ligue 1      | Coupe de France | Coupe de France | Coupe de France | Coupe de France | Coupe de France | Total | Total | Total | Total  | Total        |
| no | Nat. | Nom                 | MJ      | B       | Pd      | Averti  | Carton rouge | MJ              | B               | Pd              | Averti          | Carton rouge    | MJ    | B     | Pd    | Averti | Carton rouge |
| -- | ---- | ------------------- | ------- | ------- | ------- | ------- | ------------ | --------------- | --------------- | --------------- | --------------- | --------------- | ----- | ----- | ----- | ------ | ------------ |
| 1  |      | Radosław Majecki    | 1       | 0       | 0       | 0       | 0            | 0               | 0               | 0               | 0               | 0               | 1     | 0     | 0     | 0      | 0            |
| 30 |      | Grégoire Coudert    | 0       | 0       | 0       | 0       | 0            | 0               | 0               | 0               | 0               | 0               | 0     | 0     | 0     | 0      | 0            |
| 50 |      | Noah Jauny          | 0       | 0       | 0       | 0       | 0            | 0               | 0               | 0               | 0               | 0               | 0     | 0     | 0     | 0      | 0            |
| 2  |      | Bradley Locko       | 1       | 0       | 0       | 0       | 0            | 0               | 0               | 0               | 0               | 0               | 1     | 0     | 0     | 0      | 0            |
| 4  |      | Junior Diaz         | 0       | 0       | 0       | 0       | 0            | 0               | 0               | 0               | 0               | 0               | 0     | 0     | 0     | 0      | 0            |
| 5  |      | Brendan Chardonnet  | 1       | 0       | 0       | 1       | 0            | 0               | 0               | 0               | 0               | 0               | 1     | 0     | 0     | 1      | 0            |
| 77 |      | Kenny Lala          | 1       | 0       | 1       | 0       | 0            | 0               | 0               | 0               | 0               | 0               | 1     | 0     | 1     | 0      | 0            |
| 12 |      | Luck Zogbé          | 1       | 0       | 0       | 0       | 0            | 0               | 0               | 0               | 0               | 0               | 1     | 0     | 0     | 0      | 0            |
| 18 |      | Justin Bourgault    | 0       | 0       | 0       | 0       | 0            | 0               | 0               | 0               | 0               | 0               | 0     | 0     | 0     | 0      | 0            |
| 26 |      | Julien Le Cardinal  | 1       | 1       | 0       | 0       | 0            | 0               | 0               | 0               | 0               | 0               | 1     | 1     | 0     | 0      | 0            |
| 8  |      | Hugo Magnetti       | 1       | 0       | 0       | 0       | 0            | 0               | 0               | 0               | 0               | 0               | 1     | 0     | 0     | 0      | 0            |
| 23 |      | Kamory Doumbia      | 1       | 2       | 0       | 1       | 0            | 0               | 0               | 0               | 0               | 0               | 1     | 2     | 0     | 1      | 0            |
| 28 |      | Hianga'a Mbock      | 0       | 0       | 0       | 0       | 0            | 0               | 0               | 0               | 0               | 0               | 0     | 0     | 0     | 0      | 0            |
| 20 |      | Pierre Lees-Melou   | 1       | 0       | 0       | 0       | 0            | 0               | 0               | 0               | 0               | 0               | 1     | 0     | 0     | 0      | 0            |
| 33 |      | Hamidou Makalou     | 1       | 0       | 0       | 0       | 0            | 0               | 0               | 0               | 0               | 0               | 1     | 0     | 0     | 0      | 0            |
| 10 |      | Romain Del Castillo | 1       | 0       | 0       | 0       | 0            | 0               | 0               | 0               | 0               | 0               | 1     | 0     | 0     | 0      | 0            |
| 11 |      | Axel Camblan        | 0       | 0       | 0       | 0       | 0            | 0               | 0               | 0               | 0               | 0               | 0     | 0     | 0     | 0      | 0            |
| 17 |      | Mama Baldé          | 1       | 0       | 1       | 0       | 0            | 0               | 0               | 0               | 0               | 0               | 1     | 0     | 1     | 0      | 0            |
| 19 |      | Ludovic Ajorque     | 1       | 0       | 0       | 0       | 0            | 0               | 0               | 0               | 0               | 0               | 1     | 0     | 0     | 0      | 0            |
| 21 |      | Ibrahim Kanté       | 0       | 0       | 0       | 0       | 0            | 0               | 0               | 0               | 0               | 0               | 0     | 0     | 0     | 0      | 0            |
| 29 |      | Serigne Diop        | 0       | 0       | 0       | 0       | 0            | 0               | 0               | 0               | 0               | 0               | 0     | 0     | 0     | 0      | 0            |